# Notiphila dorsata
Notiphila dorsata är en tvåvingeart som beskrevs av Christian Stenhammar 1844. Notiphila dorsata ingår i släktet Notiphila och familjen vattenflugor. Arten är reproducerande i Sverige. Inga underarter finns listade i Catalogue of Life.